# Чирви (Windows)
«Чирви» (англ. Hearts — «Серця») — програмна реалізація однойменної гри, що входить до складу ОС Microsoft Windows. Вперше гра була представлена в Windows 3.1 у 1992 році, бувши відтоді включеною в кожну версію Windows.

## Історія розробки
«Чирви» було вперше включено в Windows для робочих груп 3.1 (Windows for Workgroups 3.1), випущеної восени 1992 року. Розширена версія Windows 3.1 мала нову мережеву технологію під назвою NetDDE. Для показу нововведення співробітники Microsoft вирішили використовувати нову гру, яка дозволяла б кільком користувачам грати одночасно через комп'ютерну мережу. Прямий взаємозв'язок був очевидна через оригінальну назви застосунку «The Microsoft Hearts Network».
Гру продовжували включати в наступні версії ОС Windows, хоча вона і була відсутня в версіях Windows NT 4.0 і Windows 2000. Меню «довідка» містила цитату з трагедії «Юлій Цезар», написаної Шекспіром — "Друзі, я прийшов не для того, щоб викрасти ваші серця… "(Англ. «I come not, friends, to steal away your hearts…»). У більш пізніх версіях Windows, починаючи з Vista, дана цитата була прибрана, а назва гри замінено сучасним варіантом. Функція мережевої гри була видалена, починаючи з версії Windows XP.
До версії Windows Vista усталені імена опонентів вказувалися як Поліна, Мішель і Бен. Першою є дружина співробітника Microsoft, який знайшов одну з хиб програми. Другий був працівником Microsoft, що звільнився в 1995 році. Третє ім'я належить дитині одного з працьовитих співробітників Microsoft.
Починаючи з Windows Vista, замість імен опонентів використовується назва сторін світу — «Захід», «Північ» і «Схід». Крім того, ця версія гри більше не запрошує ім'я гравця, яке необхідно було вводити під час запуску, а замість цього використовує ім'я облікового запису користувача.